# Trioza marrubii
Trioza marrubii är en insektsart som beskrevs av Ramirez Gomez 1960. Trioza marrubii ingår i släktet Trioza och familjen spetsbladloppor. Inga underarter finns listade i Catalogue of Life.